# Rally di Germania 2017
Il Rally di Germania 2017, ufficialmente denominato 35. ADAC Rallye Deutschland, è stata la decima prova del campionato del mondo rally 2017 nonché la trentacinquesima edizione del Rally di Germania e la quindicesima con valenza mondiale. La manifestazione si è svolta dal 17 al 20 agosto sui ruvidi asfalti che attraversano le campagne della Saarland, nella Germania occidentale.
L'evento è stato vinto dall'estone Ott Tänak navigato dal connazionale Martin Järveoja, al volante di una Ford Fiesta WRC della scuderia M-Sport World Rally Team, davanti all'equipaggio norvegese composto da Andreas Mikkelsen e Anders Jæger su Citroën C3 WRC del team ufficiale Citroën Total Abu Dhabi WRT e alla coppia francese formata da Sébastien Ogier e Julien Ingrassia, anch'essi su Ford Fiesta WRC del team M-Sport.

## Itinerario

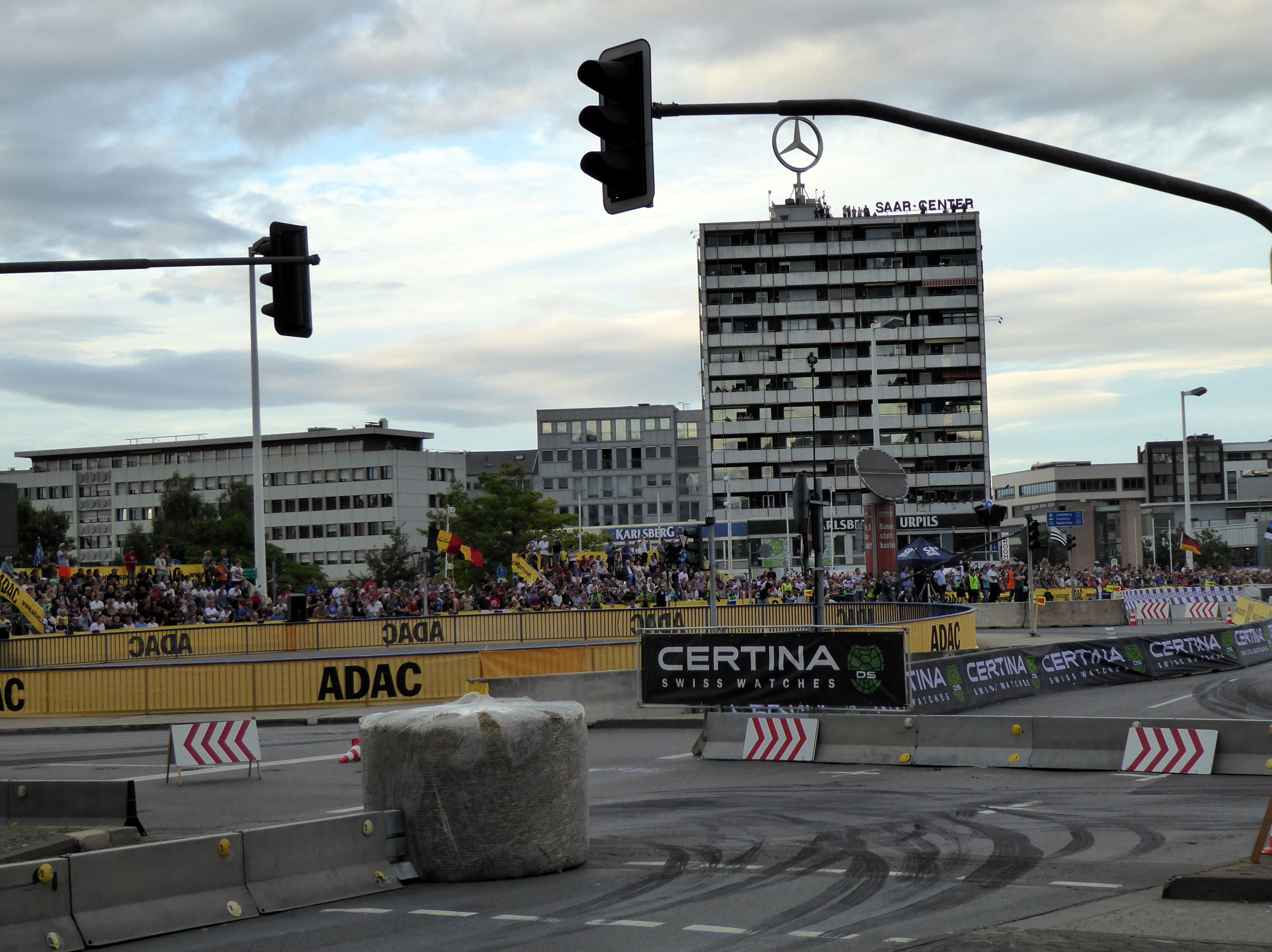
Tratto della PS1, la prova super speciale di Saarbrücken

La manifestazione si disputò prevalentemente nel land della Saarland, tra i vigneti che circondano il corso della Mosella, e in parte nel vicino stato della Renania-Palatinato, sulle strette strade attorno alla zona militare di Baumholder. Il rally si sviluppò in 21 prove speciali distribuite in quattro giorni ed ebbe sede per la prima volta sulle rive del lago Bostalsee, dove venne allestito il parco assistenza per tutti i concorrenti, anziché a Treviri come nelle passate edizioni.
Il rally ebbe inizio giovedì 17 agosto con la prova super speciale di 2 km realizzata nella città di Saarbrücken.
La seconda frazione (disputatasi venerdì 18 agosto) si svolse lungo le strade ricche di tornanti che servono i vigneti attorno a Treviri, articolandosi in due sezioni da disputarsi una al mattino e una al pomeriggio; entrambe comprendevano le classiche Mittelmosel e Grafschaft , racchiuse da un'altra super speciale in forma di circuito, situata nei territori di Wadern e Weiskirchen.
La terza frazione di sabato 19 agosto fu la più lunga del rally, con un totale di 146,67 km cronometrati. Si gareggiò nella zona militare di Baumholder, lungo strade caratterizzate da frequenti cambi di fondo, comprendendo asfalto ruvido, cemento e delimitatori in pietra molto insidiosi per i concorrenti. La sezione mattutina comprendeva la corta super speciale Arena Panzerplatte e la "maratona" di 41,97 km, l'iconica Panzerplatte, disputatasi all'interno del campo di addestramento per l'artiglieria militare tedesca; dopo una breve visita all'assistenza remota di Birkenfeld ci si spostò verso sud-ovest per disputare le due prove di Freisen e Römerstraße. Nel pomeriggio vennero ripetute tutte le speciali con l'unica differenza che si gareggiò per due volte nell'Arena Panzerplatte (per un totale di tre nella giornata).
Nella giornata finale di domenica 20 agosto si tornò nella Saarland per disputare le ultime quattro prove del rally suddivise in due percorsi da ripetersi due volte: la prima, l'inedita Losheim am See ai confini con Francia e Lussemburgo, e la seconda, valevole anche come power stage nel secondo passaggio, nel territorio comunale di Sankt Wendel.

## Resoconto

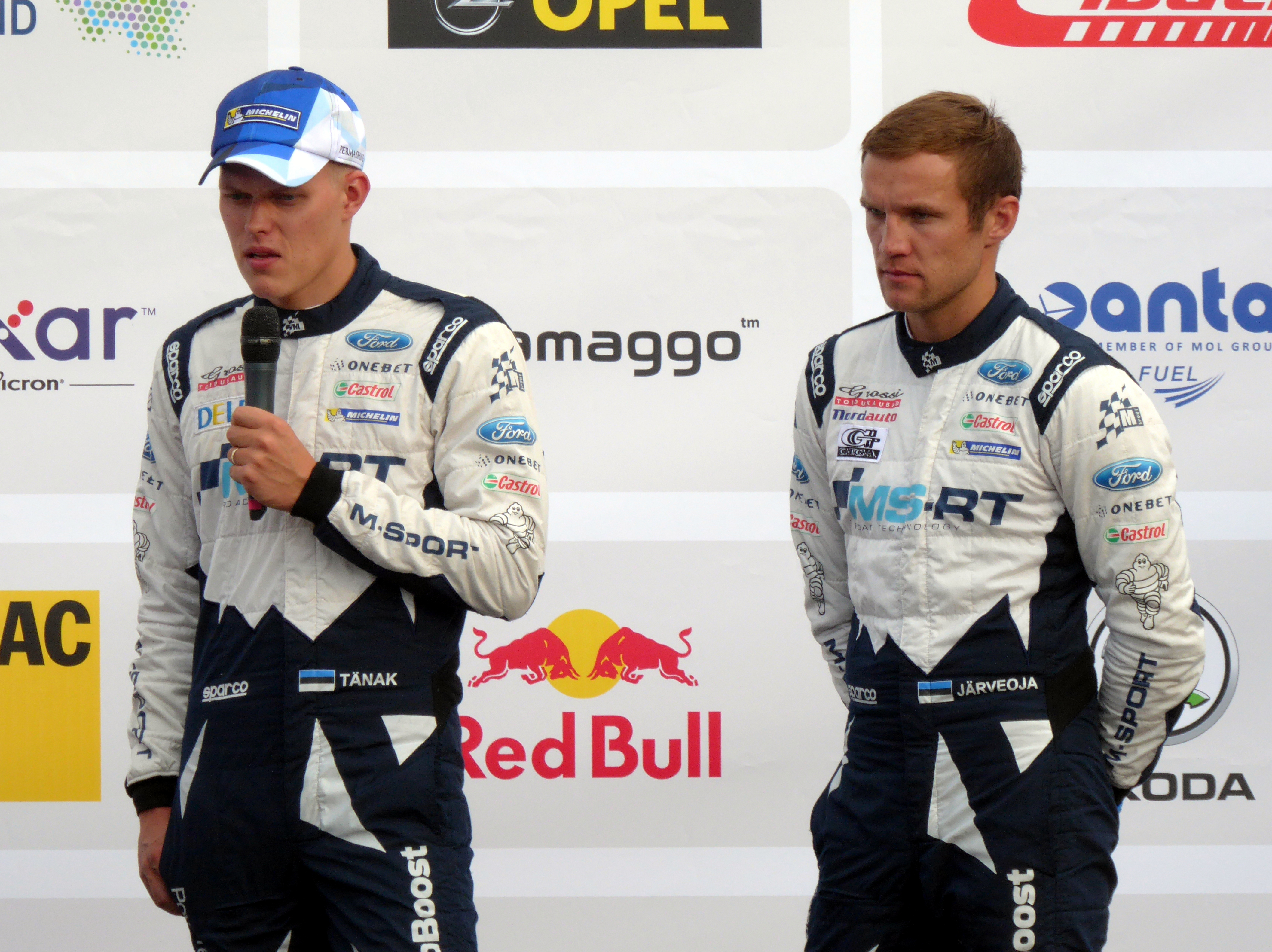
I vincitori Tänak e Järveoja, qui durante la cerimonia di apertura

Al decimo appuntamento stagionale, Ott Tänak e Martin Järveoja centrarono il loro secondo trionfo in carriera, bissando il successo ottenuto a giugno in Sardegna; gli estoni, alla guida della Fiesta WRC della scuderia M-Sport, ebbero la meglio su tutti gli altri su un asfalto reso fangoso dalla pioggia nel pomeriggio del venerdì, prendendo la testa della corsa e mantenendola sino alla fine, limitandosi poi ad amministrare il vantaggio sulla coppia norvegese della Citroën composta da Andreas Mikkelsen e Anders Jæger, autori di una notevole prestazione sugli asfalti tedeschi alla guida della C3 WRC, trovandosi in testa nelle prime speciali sull'asciutto e giungendo al traguardo finale con 16 secondi di distacco dagli estoni non senza un certo rammarico in quanto commisero diversi errori al sabato che preclusero loro le possibilità di vittoria. Il terzo gradino del podio è andato ai leader del campionato Sébastien Ogier e Julien Ingrassia, arrivati a 30 secondi dai compagni di squadra vincitori del rally e soddisfatti dei punti conquistati. Concluse quarto, a circa un minuto e venti dal podio, l'equipaggio della Toyota formato da Juho Hänninen e Kaj Lindström sulla Yaris WRC, reduci dal podio ottenuto nell'appuntamento finlandese. Quinti, per la sesta volta nella stagione, si classificarono Craig Breen e Scott Martin sulla seconda Citroën C3, sopravanzando la terza coppia della M-Sport, i britannici Elfyn Evans e Daniel Barritt, i quali conclusero la giornata del sabato al quarto posto ma pagarono poi una scelta sbagliata delle gomme per la domenica perdendo così due posizioni nel finale.

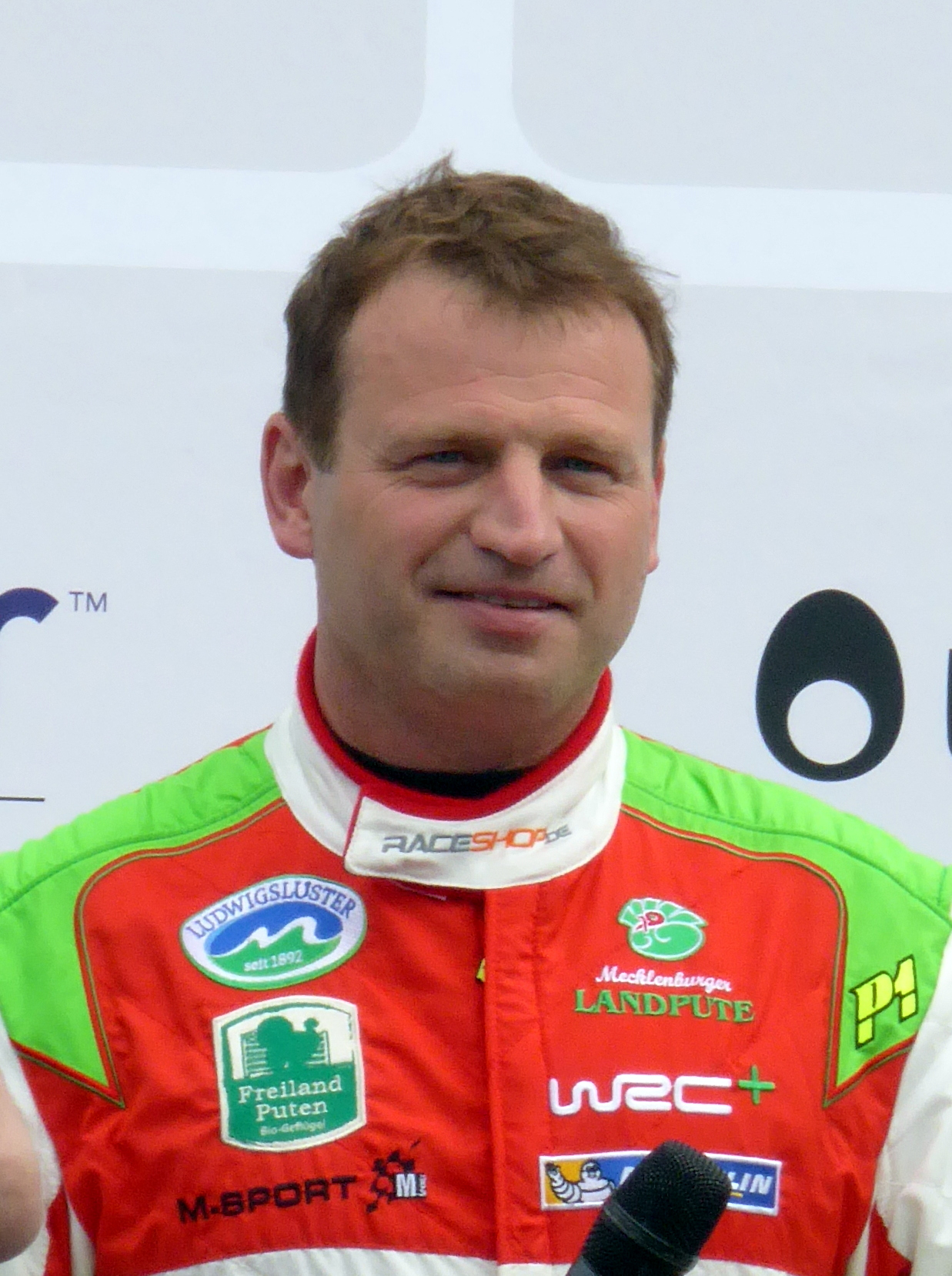
Il tedesco Armin Kremer, nono assoluto al debutto su una Fiesta WRC

Settimo Jari-Matti Latvala (Toyota), ottavo Hayden Paddon (prima vettura Hyundai), nono il pilota di casa Armin Kremer, al debutto su una Fiesta WRC semi-ufficiale e decimo posto per Eric Camilli su Ford Fiesta R5, primo nella classe WRC-2.
Tra i piloti di punta si registrò l'infausta prestazione di Thierry Neuville, in lotta per il titolo con Ogier, il quale ruppe la sospensione posteriore della sua Hyundai i20 WRC nella seconda speciale del sabato, la lunghissima Arena Panzerplatte, e fu costretto all'abbandono, ripartendo poi il giorno successivo con la regola del rally 2 ma concludendo la corsa in 44ª piazza. Ennesimo ritiro invece per Kris Meeke (Citroën), il quale andò a finire contro le barriere della PS1, la prova super speciale di Saarbrücken, dovendosi poi ritirare il giorno dopo per un problema al sistema di raffreddamento del motore mentre Esapekka Lappi (Toyota) e Dani Sordo (Hyundai) uscirono di strada al venerdì, terminando la gara rispettivamente al 21º e al 34º posto finale.
Si confermarono in vetta alla classifica Ogier e Ingrassia, portando il vantaggio su Neuville e Gilsoul (a secco in Germania) a 17 punti mentre Tänak e Järveoja mantennero la terza posizione, distaccati di ulteriori 14 lunghezze dai belgi, quarti Latvala e Anttila e quinti Sordo e Martì, incalzati da Evans e Barrit a due soli punti. Tra i costruttori M-Sport allungò notevolmente su Hyundai, portandosi a 64 punti di vantaggio a tre gare dal termine mentre Toyota e Citroën rimasero sempre al terzo e al quarto posto rispettivamente.
L'equipaggio svedese composto da Pontus Tidemand e Jonas Andersson, si aggiudicò il titolo mondiale WRC-2 con tre gare di anticipo, alla guida di una Škoda Fabia R5 della squadra ufficiale Škoda Motorsport e giungendo al dodicesimo posto assoluto.

## Risultati

### Classifica
| Pos.       | Nº       | Pilota              | Co-pilota            | Auto                  | Squadra                               | Classe      | Tempo     | Distacco | Punti    |     |
| Generale   | Generale | Generale            | Generale             | Generale              | Generale                              | Generale    | Generale  | Generale | Generale |     |
| ---------- | -------- | ------------------- | -------------------- | --------------------- | ------------------------------------- | ----------- | --------- | -------- | -------- | --- |
| 1.         | 2        | Ott Tänak           | Martin Järveoja      | Ford Fiesta WRC       | M-Sport World Rally Team              | WRC         | 2h57'31"7 |          | 25       |     |
| 2.         | 9        | Andreas Mikkelsen   | Anders Jæger         | Citroën C3 WRC        | Citroën Total Abu Dhabi WRT           | WRC         | 2h57'48"1 | +16"4    | 18       |     |
| 3.         | 1        | Sébastien Ogier     | Julien Ingrassia     | Ford Fiesta WRC       | M-Sport World Rally Team              | WRC         | 2h58'02"1 | +30"4    | 18       |     |
| 4.         | 11       | Juho Hänninen       | Kaj Lindström        | Toyota Yaris WRC      | Toyota Gazoo Racing WRT               | WRC         | 2h59'20"9 | +1'49"2  | 12       |     |
| 5.         | 8        | Craig Breen         | Scott Martin         | Citroën C3 WRC        | Citroën Total Abu Dhabi WRT           | WRC         | 2h59'33"2 | +2'01"5  | 11       |     |
| 6.         | 3        | Elfyn Evans         | Daniel Barritt       | Ford Fiesta WRC       | M-Sport World Rally Team              | WRC         | 2h59'35"1 | +2'03"4  | 8        |     |
| 7.         | 10       | Jari-Matti Latvala  | Miikka Anttila       | Toyota Yaris WRC      | Toyota Gazoo Racing WRT               | WRC         | 3h01'29"9 | +3'58"2  | 9        |     |
| 8.         | 4        | Hayden Paddon       | Sebastian Marshall   | Hyundai i20 Coupe WRC | Hyundai Motorsport                    | WRC         | 3h02'04"1 | +4'32"4  | 4        |     |
| 9.         | 14       | Armin Kremer        | Pirmin Winklhofer    | Ford Fiesta WRC       | M-Sport World Rally Team              | WRC         | 3h07'51"1 | +10'19"4 | 2        |     |
| 10.        | 33       | Eric Camilli        | Benjamin Veillas     | Ford Fiesta R5        | M-Sport World Rally Team              | RC2 / WRC-2 | 3h08'16"0 | +10'44"3 | 1        |     |
| ...        | ...      | ...                 | ...                  | ...                   | ...                                   | ...         | ...       | ...      | ...      | ... |
| 21.        | 12       | Esapekka Lappi      | Janne Ferm           | Toyota Yaris WRC      | Toyota Gazoo Racing WRT               | WRC         | 3h15'36"9 | +18'05"2 | 4        |     |
| 34.        | 6        | Dani Sordo          | Marc Martí           | Hyundai i20 Coupe WRC | Hyundai Motorsport                    | WRC         | 3h32'50"7 | +35'19"0 | 5        |     |
| WRC-Trophy |          |                     |                      |                       |                                       |             |           |          |          |     |
| 1. (24.)   | 22       | Jean-Michel Raoux   | Isabelle Galmiche    | Citroën DS3 WRC       | -                                     | WRC-T       | 3h22'19"2 |          | 25       |     |
| 2. (25.)   | 23       | Jourdan Serderidis  | Frédéric Miclotte    | Citroën DS3 WRC       | -                                     | WRC-T       | 3h23'55"2 | +1'36"0  | 18       |     |
| WRC-2      |          |                     |                      |                       |                                       |             |           |          |          |     |
| 1. (10.)   | 33       | Eric Camilli        | Benjamin Veillas     | Ford Fiesta R5        | M-Sport World Rally Team              | RC2 / WRC-2 | 3h08'16"0 |          | 25       |     |
| 2. (11.)   | 34       | Jan Kopecký         | Pavel Dresler        | Škoda Fabia R5        | Škoda Motorsport                      | RC2 / WRC-2 | 3h09'04"1 | +48"1    | 18       |     |
| 3. (12.)   | 31       | Pontus Tidemand     | Jonas Andersson      | Škoda Fabia R5        | Škoda Motorsport                      | RC2 / WRC-2 | 3h10'06"7 | +1'50"7  | 15       |     |
| 4. (13.)   | 39       | Quentin Gilbert     | Renaud Jamoul        | Škoda Fabia R5        | -                                     | RC2 / WRC-2 | 3h11'19"4 | +3'03"4  | 12       |     |
| 5. (14.)   | 42       | Pierre-Louis Loubet | Vincent Landais      | Ford Fiesta R5        | -                                     | RC2 / WRC-2 | 3h12'04"9 | +3'48"9  | 10       |     |
| 6. (15.)   | 37       | Simone Tempestini   | Giovanni Bernacchini | Citroën DS3 R5        | Gekon Racing                          | RC2 / WRC-2 | 3h12'06"8 | +3'50"8  | 8        |     |
| 7. (16.)   | 32       | Teemu Suninen       | Mikko Markkula       | Ford Fiesta R5        | M-Sport World Rally Team              | RC2 / WRC-2 | 3h12'33"2 | +4'17"2  | 6        |     |
| 8. (17.)   | 41       | Marijan Griebel     | Stefan Kopczyk       | Škoda Fabia R5        | Brr Baumschlager Rallye & Racing Team | RC2 / WRC-2 | 3h13'01"5 | +4'45"5  | 4        |     |
| 9. (18.)   | 36       | Benito Guerra       | Daniel Cué           | Škoda Fabia R5        | Motorsport Italia                     | RC2 / WRC-2 | 3h14'25"5 | +6'09"5  | 2        |     |
| 10. (19.)  | 44       | Emil Bergkvist      | Ola Fløene           | Citroën DS3 R5        | -                                     | RC2 / WRC-2 | 3h15'20"9 | +7'04"9  | 1        |     |
| WRC-3      |          |                     |                      |                       |                                       |             |           |          |          |     |
| 1. (31.)   | 66       | Julius Tannert      | Jürgen Heigl         | Ford Fiesta R2T       | ADAC Sachsen                          | RC4 / WRC-3 | 3h30'54"4 |          | 25       |     |
| 2. (38.)   | 61       | Raphaël Astier      | Frédéric Vauclare    | Peugeot 208 R2        | -                                     | RC4 / WRC-3 | 3h42'15"7 | +11'21"3 | 18       |     |
| 3. (39.)   | 63       | Nil Solans          | Miquel Ibáñez Sotos  | Ford Fiesta R2T       | -                                     | RC4 / WRC-3 | 3h43'15"0 | +12'20"6 | 15       |     |
| 4. (40.)   | 62       | Enrico Brazzoli     | Maurizio Barone      | Peugeot 208 R2        | -                                     | RC4 / WRC-3 | 3h46'06"3 | +15'11"9 | 12       |     |
| 5. (47.)   | 64       | Nicolas Ciamin      | Thibault de la Haye  | Ford Fiesta R2T       | -                                     | RC4 / WRC-3 | 3h58'14"9 | +27'20"5 | 10       |     |
| 6. (51.)   | 65       | Terry Folb          | Christopher Guieu    | Ford Fiesta R2T       | -                                     | RC4 / WRC-3 | 4h24'30"1 | +53'35"7 | 8        |     |
| Junior WRC |          |                     |                      |                       |                                       |             |           |          |          |     |
| 1. (31.)   | 66       | Julius Tannert      | Jürgen Heigl         | Ford Fiesta R2T       | ADAC Sachsen                          | RC4 / JWRC  | 3h30'54"4 |          | 25       |     |
| 2. (39.)   | 63       | Nil Solans          | Miquel Ibáñez Sotos  | Ford Fiesta R2T       | -                                     | RC4 / JWRC  | 3h43'15"0 | +12'20"6 | 22       |     |
| 3. (47.)   | 64       | Nicolas Ciamin      | Thibault de la Haye  | Ford Fiesta R2T       | -                                     | RC4 / JWRC  | 3h58'14"9 | +27'20"5 | 25       |     |
| 4. (51.)   | 65       | Terry Folb          | Christopher Guieu    | Ford Fiesta R2T       | -                                     | RC4 / JWRC  | 4h24'30"1 | +53'35"7 | 19       |     |

| Principali ritiri | Principali ritiri | Principali ritiri | Principali ritiri | Principali ritiri | Principali ritiri           | Principali ritiri | Principali ritiri                | Principali ritiri |
| PS                | Nº                | Pilota            | Co-pilota         | Auto              | Squadra                     | Classe            | Causa                            | Pos.              |
| ----------------- | ----------------- | ----------------- | ----------------- | ----------------- | --------------------------- | ----------------- | -------------------------------- | ----------------- |
| PS 15             | 7                 | Kris Meeke        | Paul Nagle        | Citroën C3 WRC    | Citroën Total Abu Dhabi WRT | WRC               | Sistema di raffreddamento motore | 22º               |

Legenda
| Icona | Classe                                                                               |
| ----- | ------------------------------------------------------------------------------------ |
| WRC   | Equipaggio di classe WRC che può conquistare punti per il campionato costruttori     |
| WRC   | Equipaggio di classe WRC che non può conquistare punti per il campionato costruttori |
| WRC-T | Equipaggio di classe WRC (ante 2017) registrato al campionato WRC Trophy             |
| WRC-2 | Equipaggio registrato al campionato WRC-2                                            |
| WRC-3 | Equipaggio registrato al campionato WRC-3                                            |
| JWRC  | Equipaggio registrato al campionato Junior WRC                                       |
|       | Ulteriori classificazioni                                                            |

### Prove speciali
| Frazione            | Prova | Ora   | Nome                              | Lunghezza | Vincitori                         | Tempo   | Leader del rally               |
| ------------------- | ----- | ----- | --------------------------------- | --------- | --------------------------------- | ------- | ------------------------------ |
| Frazione 1 (17 Ago) | PS1   | 19:08 | SSS Saarbrücken                   | 2,05 km   | Jan Kopecký Pavel Dresler         | 2'05"9  | Jan Kopecký Pavel Dresler      |
| Frazione 2 (18 Ago) | PS2   | 09:23 | SSS Wadern-Weiskirchen 1          | 9,27 km   | Dani Sordo Marc Martí             | 5'12"2  | Dani Sordo Marc Martí          |
| Frazione 2 (18 Ago) | PS3   | 10:43 | Mittelmosel 1                     | 22,00 km  | Ott Tänak Martin Järveoja         | 13'00"3 | Ott Tänak Martin Järveoja      |
| Frazione 2 (18 Ago) | PS4   | 11:31 | Grafschaft 1                      | 18,35 km  | Andreas Mikkelsen Anders Jæger    | 10'50"3 | Andreas Mikkelsen Anders Jæger |
| Frazione 2 (18 Ago) | PS5   | 13:09 | SSS Wadern-Weiskirchen 2          | 9,27 km   | Thierry Neuville Nicolas Gilsoul  | 5'15"9  | Andreas Mikkelsen Anders Jæger |
| Frazione 2 (18 Ago) | PS6   | 16:17 | Mittelmosel 2                     | 22,00 km  | Ott Tänak Martin Järveoja         | 13'31"5 | Andreas Mikkelsen Anders Jæger |
| Frazione 2 (18 Ago) | PS7   | 17:02 | Grafschaft 2                      | 18,35 km  | Ott Tänak Martin Järveoja         | 11'15"4 | Ott Tänak Martin Järveoja      |
| Frazione 2 (18 Ago) | PS8   | 18:40 | SSS Wadern-Weiskirchen 3          | 9,27 km   | Jari-Matti Latvala Miikka Anttila | 5'54"9  | Ott Tänak Martin Järveoja      |
| Frazione 3 (19 Ago) | PS9   | 09:11 | SSS Arena Panzerplatte 1          | 2,87 km   | Ott Tänak Martin Järveoja         | 1'45"5  | Ott Tänak Martin Järveoja      |
| Frazione 3 (19 Ago) | PS10  | 09:31 | Panzerplatte 1                    | 41,97 km  | Juho Hänninen Kaj Lindström       | 24'39"7 | Ott Tänak Martin Järveoja      |
| Frazione 3 (19 Ago) | PS11  | 11:10 | Freisen 1                         | 14,78 km  | Ott Tänak Martin Järveoja         | 8'59"9  | Ott Tänak Martin Järveoja      |
| Frazione 3 (19 Ago) | PS12  | 12:08 | Römerstraße 1                     | 12,28 km  | Andreas Mikkelsen Anders Jæger    | 6'13"9  | Ott Tänak Martin Järveoja      |
| Frazione 3 (19 Ago) | PS13  | 15:16 | SSS Arena Panzerplatte 2          | 2,87 km   | Dani Sordo Marc Martí             | 1'43"3  | Ott Tänak Martin Järveoja      |
| Frazione 3 (19 Ago) | PS14  | 15:29 | SSS Arena Panzerplatte 3          | 2,87 km   | Dani Sordo Marc Martí             | 1'43"4  | Ott Tänak Martin Järveoja      |
| Frazione 3 (19 Ago) | PS15  | 15:49 | Panzerplatte 2                    | 41,97 km  | Dani Sordo Marc Martí             | 23'52"0 | Ott Tänak Martin Järveoja      |
| Frazione 3 (19 Ago) | PS16  | 17:28 | Freisen 2                         | 14,78 km  | Sébastien Ogier Julien Ingrassia  | 8'44"8  | Ott Tänak Martin Järveoja      |
| Frazione 3 (19 Ago) | PS17  | 18:26 | Römerstraße 2                     | 12,28 km  | Jari-Matti Latvala Miikka Anttila | 6'12"0  | Ott Tänak Martin Järveoja      |
| Frazione 4 (20 Ago) | PS18  | 07:25 | Losheim am See 1                  | 13,02 km  | Juho Hänninen Kaj Lindström       | 6'32"0  | Ott Tänak Martin Järveoja      |
| Frazione 4 (20 Ago) | PS19  | 08:46 | St. Wendeler Land 1               | 12,95 km  | Esapekka Lappi Janne Ferm         | 6'22"5  | Ott Tänak Martin Järveoja      |
| Frazione 4 (20 Ago) | PS20  | 11:37 | Losheim am See 2                  | 13,02 km  | Craig Breen Scott Martin          | 6'29"4  | Ott Tänak Martin Järveoja      |
| Frazione 4 (20 Ago) | PS21  | 12:18 | St. Wendeler Land 2 (Power Stage) | 12,95 km  | Dani Sordo Marc Martí             | 6'17"3  | Ott Tänak Martin Järveoja      |

### Power stage
PS21: St. Wendeler Land 2 di 12,95 km, disputatasi domenica 20 agosto 2017 alle ore 12:18 (UTC+2).
| Pos. | No. | Pilota             | Co-pilota        | Auto                  | Classe | Tempo  | Distacco | Punti |
| ---- | --- | ------------------ | ---------------- | --------------------- | ------ | ------ | -------- | ----- |
| 1    | 6   | Dani Sordo         | Marc Martí       | Hyundai i20 Coupe WRC | WRC    | 6'17"3 |          | 5     |
| 2    | 12  | Esapekka Lappi     | Janne Ferm       | Toyota Yaris WRC      | WRC    | 6'17"5 | +0"2     | 4     |
| 3    | 10  | Jari-Matti Latvala | Miikka Anttila   | Toyota Yaris WRC      | WRC    | 6'19"9 | +2"6     | 3     |
| 4    | 1   | Sébastien Ogier    | Julien Ingrassia | Ford Fiesta WRC       | WRC    | 6'20"0 | +2"7     | 2     |
| 5    | 8   | Craig Breen        | Scott Martin     | Citroën C3 WRC        | WRC    | 6'20"2 | +2"9     | 1     |

## Classifiche mondiali
Classifica piloti
| Pos. | Pos. | Pilota             | Punti |
| ---- | ---- | ------------------ | ----- |
| 1    | 1    | Sébastien Ogier    | 177   |
| 2    | 1    | Thierry Neuville   | 160   |
| 3    |      | Ott Tänak          | 144   |
| 4    |      | Jari-Matti Latvala | 123   |
| 5    |      | Dani Sordo         | 89    |
| 6    |      | Elfyn Evans        | 87    |
| 7    |      | Craig Breen        | 64    |
| 8    | 1    | Juho Hänninen      | 58    |
| 9    | 1    | Hayden Paddon      | 55    |
| 10   |      | Esapekka Lappi     | 49    |
| 11   | 3    | Andreas Mikkelsen  | 39    |
| 12   | 1    | Kris Meeke         | 31    |
| 13   | 1    | Teemu Suninen      | 25    |
| 14   | 1    | Stéphane Lefebvre  | 22    |
| 15   |      | Mads Østberg       | 19    |
| 16   |      | Jan Kopecký        | 5     |
| 17   |      | Pontus Tidemand    | 4     |
| 18   |      | Eric Camilli       | 3     |
| 19   |      | Stéphane Sarrazin  | 2     |
| 19   | N    | Armin Kremer       | 2     |
| 21   | 1    | Yohan Rossel       | 1     |
| 22   | 1    | Bryan Bouffier     | 1     |

Classifica co-piloti
| Pos. | Pos. | Co-pilota              | Punti |
| ---- | ---- | ---------------------- | ----- |
| 1    | 1    | Julien Ingrassia       | 177   |
| 2    | 1    | Nicolas Gilsoul        | 160   |
| 3    |      | Martin Järveoja        | 144   |
| 4    |      | Miikka Anttila         | 123   |
| 5    |      | Marc Martí             | 89    |
| 6    |      | Daniel Barritt         | 87    |
| 7    |      | Scott Martin           | 64    |
| 8    |      | Kaj Lindström          | 58    |
| 9    |      | Janne Ferm             | 49    |
| 10   | 4    | Anders Jæger           | 39    |
| 11   | 1    | John Kennard           | 33    |
| 12   | 1    | Paul Nagle             | 31    |
| 13   | 1    | Mikko Markkula         | 25    |
| 14   | 1    | Sebastian Marshall     | 22    |
| 15   | 2    | Gabin Moreau           | 22    |
| 16   |      | Ola Fløene             | 18    |
| 17   |      | Pavel Dresler          | 5     |
| 18   |      | Jonas Andersson        | 4     |
| 19   |      | Benjamin Veillas       | 3     |
| 20   |      | Jacques Julien Renucci | 2     |
| 20   | N    | Pirmin Winklhofer      | 2     |
| 22   | 1    | Benoît Fulcrand        | 1     |
| 23   | 1    | Denis Giraudet         | 1     |
| 23   | 1    | Torstein Eriksen       | 1     |

Classifica costruttori WRC
| Pos. | Pos. | Squadra                     | Punti |
| ---- | ---- | --------------------------- | ----- |
| 1    |      | M-Sport World Rally Team    | 325   |
| 2    |      | Hyundai Motorsport          | 261   |
| 3    |      | Toyota Gazoo Racing WRC     | 213   |
| 4    |      | Citroën Total Abu Dhabi WRT | 163   |